# Scott Westerfeld
Scott Westerfeld (ur. 5 maja 1963) – amerykański autor powieści science fiction, steampunku i fantasy. Urodzony w Teksasie, dzieciństwo spędził na ciągłych przeprowadzkach z powodu pracy ojca − programisty. Zanim stał się autorem książek dla młodzieży i dorosłych, pracował między innymi w fabryce ołowianych żołnierzyków, był redaktorem podręczników, nauczycielem i informatykiem. Po przeprowadzce do Nowego Jorku zajął się komponowaniem utworów dla tamtejszych teatrów muzycznych. 
Swoje pierwsze powieści wydał jako ghost writer. Stworzył wtedy thrillery horrory i książki popularnonaukowe z dziedziny historii. Jako ghost writer nie może przyznać się, które dzieła należą do niego, aczkolwiek wiadomo już, że kilka książek młodzieżowych z serii Gęsia Skórka (dokładnie 5) oraz opowieści o Atomówkach zostały napisane jego ręką.
Jak sam przyznaje, woli pisać literaturę young adult, gdyż lubi młodych czytelników - ich umysły otwarte są na wszystkie gatunki, są dociekliwi, a ich maile są bardzo dopingujące.
Jego powieść Evolution’s Darling była nominowana do Nagrody im. Philipa K. Dicka w 2002 roku.

## Książki
- Lewiatan (2009)
- Behemot (2010)
- Goliat (2011)